# Diaporthe sorbariae
Diaporthe sorbariae är en svampart som beskrevs av Nitschke 1870. Diaporthe sorbariae ingår i släktet Diaporthe och familjen Diaporthaceae.   Inga underarter finns listade i Catalogue of Life.